# Stanley Cup 2014
La finale della Stanley Cup 2014 è stata una serie al meglio delle sette gare che ha determinato il campione della National Hockey League per la stagione 2013-14. Questa è la 121ª edizione della Stanley Cup. Al termine dei playoff i New York Rangers, campioni della Eastern Conference, sfidarono i Los Angeles Kings, vincitori della Western Conference. La serie iniziò il 4 giugno per poi concludersi eventualmente il 18 giugno. Il titolo della Stanley Cup fu vinto da parte dei Kings per 4 a 1. I Kings vinsero la loro seconda Stanley Cup, la prima dopo il successo nel 2012. L'attaccante di Los Angeles Justin Williams fu premiato con il Conn Smythe Trophy come miglior giocatore dei playoff.
I Los Angeles Kings conquistarono il fattore campo per la serie finale grazie ai 100 punti ottenuti in stagione regolare, contro i 96 dei New York Rangers. Questa fu la prima serie ad assegnare un titolo nelle leghe professionistiche nordamericane fra una squadra di New York e una di Los Angeles dopo la World Series 1981, quando i Los Angeles Dodgers sconfissero 4-2 i New York Yankees. Nel 1981 si giocò anche l'ultima serie nei playoff della Stanley Cup fra Rangers e Kings. I New York Rangers conquistarono l'accesso alla finale privi di un capitano, eventualità successa per l'ultima volta ai Chicago Black Hawks nel 1973.
I Kings stabilirono il primato assoluto di gare giocate nei playoff prima di vincere la Stanley Cup, ben 26 partite. L'ultima volta che una squadra ottenne il titolo in casa al supplementare fu nel 1980, quando i New York Islanders sconfissero i Philadelphia Flyers. I giocatori Drew Doughty e Jeff Carter riuscirono nello stesso anno a vincere l'oro olimpico e la Stanley Cup, evento successo per l'ultima volta nel 2010 a Jonathan Toews, Duncan Keith e Brent Seabrook.

## Contendenti

### New York Rangers
Per i New York Rangers si tratta dell'undicesima apparizione alle finali della Stanley Cup, la prima dopo la conquista del quarto titolo nella loro storia ottenuto nelle finali del 1994.
New York conclusero la stagione regolare con 96 punti chiudendo al secondo posto della Metropolitan Division. Nel primo turno dei playoff i Rangers eliminarono i Philadelphia Flyers per 4-3. Nel secondo turno invece sconfissero sempre per 4-3 l'altra franchigia della Pennsylvania, i Pittsburgh Penguins, dopo essere stati in svantaggio per 1-3. Infine nelle finali della Eastern Conference i Rangers ebbero la meglio sui Montreal Canadiens per 4-2 vincendo così il primo titolo di Conference in venti anni. Nel frattempo diventarono la prima squadra a raggiungere la finale di Stanley Cup dopo aver vinto i primi due turni dei playoff per 4-3.

### Los Angeles Kings
Per i Los Angeles Kings si tratta della terza apparizione alle finali della Stanley Cup due anni dopo la conquista del primo titolo nella loro storia in occasione delle finali del 2012.
La maggior parte della rosa dei Kings rimase invariata rispetto a quella capace di vincere il titolo nel 2012, tuttavia il 5 marzo Los Angeles ingaggiò l'ex-Ranger Marián Gáborík dai Columbus Blue Jackets per rafforzare il settore offensivo. I Kings conclusero la stagione regolare al terzo posto della Pacific Division con 100 punti. Per arrivare alla finale i Los Angeles dovettero superare tre Gare-7 (tutte giocate in trasferta) superando il primato stabilito dai New York Rangers due giorni prima. Al primo turno sconfissero i San Jose Sharks diventando la quarta squadra nella storia dei playoff NHL capace di rimontare una serie da uno svantaggio di 3 gare a 0. Nel secondo turno superarono l'altra squadra californiana degli Anaheim Ducks per 4-3 mentre nella finale della Western Conference eliminarono i campioni in carica dei Chicago Blackhawks.

## Serie

### Gara 1
| Arbitri: | Steve Kozari Brad Watson |

|                             |           |                                             |
| Pouliot 13:21 Hagelin 15:03 | Marcatori | 17:33 Clifford 26:36 Doughty 64:36 Williams |

### Gara 2
| Arbitri: | Wes McCauley Dan O'Halloran |

|                                                                |           |                                                                 |
| McDonagh 10:48 Zuccarello 18:46 St. Louis 31:24 Brassard 34:50 | Marcatori | 21:46 Stoll 34:39 Mitchell 41:58 King 47:36 Gáborík 90:26 Brown |

### Gara 3
| Arbitri: | Steve Kozari Brad Watson |

|                                          |           |  |
| Carter 19:59 Muzzin 24:17 Richards 37:14 | Marcatori |  |

### Gara 4
| Arbitri: | Wes McCauley Dan O'Halloran |

|             |           |                               |
| Brown 28:46 | Marcatori | 07:25 Pouliot 26:27 St. Louis |

### Gara 5
| Arbitri: | Steve Kozari Brad Watson |

|                           |           |                                             |
| Kreider 35:37 Boyle 39:30 | Marcatori | 06:04 Williams 47:56 Gáborík 94:43 Martinez |

## Roster dei vincitori
| Vincitori della Stanley Cup 2014 Los Angeles Kings | Portieri: Martin Jones, Jonathan Quick Difensori: Matt Greene (A), Jake Muzzin, Drew Doughty, Vjačeslav Vojnov, Alec Martinez, Willie Mitchell, Robyn Regehr Attaccanti: Mike Richards, Anže Kopitar (A), Marián Gáborík, Kyle Clifford, Justin Williams, Trevor Lewis, Dustin Brown (C), Jarret Stoll, Tanner Pearson, Jordan Nolan, Tyler Toffoli, Dwight King, Jeff Carter Staff Tecnico: Darryl Sutter (Allenatore), Davis Payne (Ass. allenatore), John Stevens (Ass. Allenatore) |